# گیورگی گوچولیشویلی
گیورگی گوچولیشویلی (گرجی: გიორგი გოჩოლეიშვილი؛ زادهٔ ۱۴ فوریهٔ ۲۰۰۱) بازیکن فوتبال اهل گرجستان است.
از باشگاه‌هایی که در آن بازی کرده است می‌توان به باشگاه فوتبال شاختار دونتسک اشاره کرد.
وی همچنین در تیم‌های ملی فوتبال زیر ۲۱ سال گرجستان و گرجستان بازی کرده است.